# Liste der Kulturdenkmale in Wallstawe
In der Liste der Kulturdenkmale in Wallstawe sind alle  Kulturdenkmale der Gemeinde Wallstawe und ihrer Ortsteile aufgelistet. Grundlage ist das Denkmalverzeichnis des Landes Sachsen-Anhalt, das auf Basis des Denkmalschutzgesetzes des Landes Sachsen-Anhalt vom 21. Oktober 1991 durch das Landesamt für Denkmalpflege und Archäologie Sachsen-Anhalt erstellt und seither laufend ergänzt wurde (Stand: 2. Dezember 2023).

## Kulturdenkmale nach Ortsteilen

### Wallstawe
| Lage                                   | Bezeichnung              | Beschreibung | Erfassungs- nummer | Ausweisungsart | Bild           |
| -------------------------------------- | ------------------------ | ------------ | ------------------ | -------------- | -------------- |
| Ecke Bahnhof / Alte Dorfstraße (Karte) | Kriegerdenkmal Wallstawe |              | 094 25286          | Kleindenkmal   | BW             |
| Alte Dorfstraße (Karte)                | Sankt-Katharina-Kirche   | Kirche       | 094 05993          | Baudenkmal     | Weitere Bilder |
| Alte Dorfstraße 32 (Karte)             | Bauernhof                |              | 094 25287          | Baudenkmal     | BW             |
| Bahnhofstraße 70 (Karte)               | Bauernhaus               |              | 094 25289          | Baudenkmal     | BW             |
| Dorfstraße 47 (Karte)                  | Bauernhof                |              | 094 25288          | Baudenkmal     | BW             |

### Deutschhorst
| Lage                   | Bezeichnung            | Beschreibung                                                                                 | Erfassungs- nummer | Ausweisungsart | Bild           |
| ---------------------- | ---------------------- | -------------------------------------------------------------------------------------------- | ------------------ | -------------- | -------------- |
| (Karte)                | Dorfkirche             | Kleiner rechteckiger Feldsteinsaal, stichbogiges Südportal in (spitzbogiger) Backsteinnische |                    | Baudenkmal     | Weitere Bilder |
| Wiesengrund 3 (Karte)  | Bauernhof              |                                                                                              | 094 25490          | Baudenkmal     | BW             |
| Wiesengrund 16 (Karte) | Rittergut Deutschhorst | Rittergut                                                                                    | 094 05971          | Baudenkmal     | BW             |

### Ellenberg
| Lage                | Bezeichnung          | Beschreibung                                | Erfassungs- nummer | Ausweisungsart | Bild                 |
| ------------------- | -------------------- | ------------------------------------------- | ------------------ | -------------- | -------------------- |
| Kirchplatz (Karte)  | Dorfkirche Ellenberg | Kirche                                      | 094 05980          | Baudenkmal     | Dorfkirche Ellenberg |
| Kirchplatz (Karte)  | Kriegerdenkmal       | Kriegerdenkmal für die Kriege 1866 und 1871 | 094 25384          | Kleindenkmal   | Kriegerdenkmal       |
| Lindenallee (Karte) | Kriegerdenkmal       | Kriegerdenkmal für die Weltkriege           | 094 25383          | Kleindenkmal   | Kriegerdenkmal       |

### Gieseritz
| Lage              | Bezeichnung | Beschreibung | Erfassungs- nummer | Ausweisungsart | Bild           |
| ----------------- | ----------- | --- | ------------------ | -------------- | -------------- |
| Dorfmitte (Karte) | Dorfkirche  | (nach Dehio-Handbuch von 2002, S. 268) Spätgotischer Rechtecksaal aus unregelmäßigem Feldsteinmauerwerk, Südportal aus Backstein stichbogig in Spitzbogennische, an der Ostseite zwei kleine ursprüngliche Fenster | 094 05988          | Baudenkmal     | Weitere Bilder |

### Hilmsen
| Lage                 | Bezeichnung | Beschreibung | Erfassungs- nummer | Ausweisungsart | Bild   |
| -------------------- | ----------- | ------------ | ------------------ | -------------- | ------ |
| (Karte)              | Kirche      |              | 094 05973          | Baudenkmal     | Kirche |
| Ringstraße 5 (Karte) | Wohnhof     |              | 094 25385          | Baudenkmal     | BW     |

### Umfelde
| Lage                 | Bezeichnung | Beschreibung | Erfassungs- nummer | Ausweisungsart | Bild |
| -------------------- | ----------- | ------------ | ------------------ | -------------- | ---- |
| Dorfstraße 1 (Karte) | Taubenturm  |              | 094 25386          | Baudenkmal     | BW   |

### Wiersdorf
| Lage                   | Bezeichnung | Beschreibung | Erfassungs- nummer | Ausweisungsart | Bild |
| ---------------------- | ----------- | ------------ | ------------------ | -------------- | ---- |
| Am Dorfplatz 8 (Karte) | Wohnhof     |              | 094 25382          | Baudenkmal     | BW   |

## Ehemalige Kulturdenkmale nach Ortsteilen
Die nachfolgenden Objekte waren ursprünglich ebenfalls denkmalgeschützt oder wurden in der Literatur als Kulturdenkmale geführt. Die Denkmale bestehen heute jedoch nicht mehr, ihre Unterschutzstellung wurde aufgehoben oder sie werden nicht mehr als Denkmale betrachtet.

### Hilmsen
| Lage      | Bezeichnung | Beschreibung | Erfassungs- nummer | Ausweisungsart | Bild |
| --------- | ----------- | ------------ | ------------------ | -------------- | ---- |
| 1 (Karte) | Bauernhaus  |              | 094 05803          |                | BW   |

## Legende
In den Spalten befinden sich folgende Informationen:
- Lage: Nennt den Straßennamen und wenn vorhanden die Hausnummer des Kulturdenkmals. Die Grundsortierung der Liste erfolgt nach dieser Adresse. Der Link „Karte“ führt zu verschiedenen Kartendarstellungen und nennt die geographischen Koordinaten.
Link zu einem Kartenansichtstool, um Koordinaten zu setzen. In der Kartenansicht sind Baudenkmale ohne Koordinaten mit einem roten bzw. orangen Marker dargestellt und können in der Karte gesetzt werden. Baudenkmale ohne Bild sind mit einem blauen bzw. roten Marker gekennzeichnet, Baudenkmale mit Bild mit einem grünen bzw. orangen Marker.
- Offizielle Bezeichnung: Nennt den Namen, die Bezeichnung oder zumindest die Art des Kulturdenkmals und verlinkt, soweit vorhanden, auf den Artikel zum Objekt.
- Beschreibung: Nennt bauliche und geschichtliche Einzelheiten des Kulturdenkmals, vorzugsweise die Denkmaleigenschaften.
- Erfassungsnummer: Für jedes Kulturdenkmal wird in Sachsen-Anhalt eine 20stellige Erfassungsnummer vergeben. Die letzten zwölf Ziffern werden für die Untergliederung nach Teilobjekten genutzt und werden nur angegeben, soweit vergeben. In dieser Spalte kann sich folgendes Icon  befinden, dies führt zu Angaben zu diesem Baudenkmal bei Wikidata.
- Ausweisungsart: Die Einordnung des Denkmales nach § 2 Abs. 2 DenkmSchG LSA
- Bild: Ein Bild des Denkmales, und gegebenenfalls einen Link zu weiteren Fotos des Kulturdenkmals im Medienarchiv Wikimedia Commons. Wenn man auf das Kamerasymbol klickt, können Fotos zu Kulturdenkmalen aus dieser Liste hochgeladen werden: